# Egyptian Premier League 1959/60
Die Egyptian Premier League 1959/60 war die 10. Saison der Egyptian Premier League, der höchsten ägyptischen Meisterschaft im Fußball. Meister wurde zum ersten Mal al Zamalek SC, neu in der Liga sowie Absteiger war al-Ittihad Al-Sakndary. Titelverteidiger und Sieger der letzten acht Meisterschaften war al Ahly Kairo, nicht mehr in der höchsten Spielklasse vertreten war Al Teram.

## Teilnehmende Mannschaften
Folgende zehn Mannschaften nahmen in der Saison 1959/60 an der Egyptian Premier League teil:
| Mannschaft             | Ort                 | Stadion                             | Kapazität     |
| ---------------------- | ------------------- | ----------------------------------- | ------------- |
| al Ahly Kairo          | Kairo               | Cairo International Stadium         | 74.100        |
| Al-Sekka Al-Hadid      | Kairo               | Sekka El Hadeed-Stadion             | 25.000        |
| al-Ittihad Al-Sakndary | Alexandria          | Alexandria Stadium                  | 13.660        |
| al Zamalek SC          | Gizeh               | Cairo International Stadium         | 74,100        |
| El-Olympi              | Alexandria          | Alexandria Stadium                  | 13.660        |
| Ghazl El Mahallah SC   | al-Mahalla al-Kubra | El Mahalla Stadium                  | 20.000        |
| Ittihad Suez           | Sues                | Suez Stadium                        | 27.000        |
| Olympic El Qanah FC    | Ismailia            | Ismailia Stadium Suez Canal Stadium | 18.525 10.000 |
| Tanta FC               | Tanta               | Tanta Stadium                       | 20.000        |
| Tersana SC             | Gizeh               | Mit Okba Stadium                    | 15.000        |

## Modus
Alle zehn Mannschaften spielen je zweimal gegeneinander.

## Tabelle
| Pl.             | Verein                     | Sp. | S  | U  | N  | Tore    | Diff. | Punkte |
| --------------- | -------------------------- | --- | -- | -- | -- | ------- | ----- | ------ |
| 1.              | al Zamalek SC (C)          | 18  | 12 | 4  | 2  | 038:140 | +24   | 28:80  |
| 2.              | Tersana SC                 | 18  | 11 | 5  | 2  | 039:200 | +19   | 27:90  |
| 3.              | al Ahly Kairo (M)          | 18  | 8  | 6  | 4  | 029:160 | +13   | 22:14  |
| 4.              | Olympic El Qanah FC        | 18  | 4  | 11 | 3  | 022:200 | +2    | 19:17  |
| 5.              | Ghazl El Mahallah SC       | 18  | 5  | 7  | 6  | 016:160 | ±0    | 17:19  |
| 6.              | Tanta FC                   | 18  | 5  | 6  | 7  | 018:250 | −7    | 16:20  |
| 7.              | Ittihad Suez               | 18  | 4  | 7  | 7  | 019:240 | −5    | 15:21  |
| 8.              | El-Olympi                  | 18  | 5  | 4  | 9  | 024:380 | −14   | 14:22  |
| 9.              | Al-Sekka Al-Hadid          | 18  | 3  | 5  | 10 | 021:380 | −17   | 11:25  |
| 10.             | al-Ittihad Al-Sakndary (N) | 18  | 4  | 3  | 11 | 016:310 | −15   | 11:25  |
| Stand: Endstand |                            |     |    |    |    |         |       |        |

| (M) | Amtierender Meister     |
| (C) | Amtierender Pokalsieger |
| (N) | Neuaufsteiger           |